# Aphaenogaster torossiani
Aphaenogaster torossiani är en myrart som beskrevs av Henri Cagniant 1988. Aphaenogaster torossiani ingår i släktet Aphaenogaster och familjen myror. Inga underarter finns listade i Catalogue of Life.